# Telamona decorata
Telamona decorata är en insektsart som beskrevs av Ball. Telamona decorata ingår i släktet Telamona och familjen hornstritar. Inga underarter finns listade i Catalogue of Life.